# Heteropoda warthiana
Heteropoda warthiana este o specie de păianjeni din genul Heteropoda, familia Sparassidae, descrisă de Strand, 1907. Conform Catalogue of Life specia Heteropoda warthiana nu are subspecii cunoscute.